# Bernay (Eure)
Bernay /bɛʁˈnɛ/ è un comune francese di 10 449 abitanti situato nel dipartimento dell'Eure nella regione della Normandia, sede di sottoprefettura.
Il suo territorio è bagnato dalle acque del fiume Charentonne.

## Monumenti e luoghi d'interesse
- Abbazia di Bernay

## Società

### Evoluzione demografica
Abitanti censiti

## Amministrazione

### Gemellaggi
- Haslemere
- Cloppenburg
- Jennings (Louisiana)
- Canal Winchester (Ohio)